# Melanitis carales
Melanitis carales är en fjärilsart som beskrevs av Hans Fruhstorfer 1911. Melanitis carales ingår i släktet Melanitis och familjen praktfjärilar. Inga underarter finns listade i Catalogue of Life.